# Anthonotha crassifolia
Anthonotha crassifolia är en ärtväxtart som först beskrevs av Henri Ernest Baillon, och fick sitt nu gällande namn av J.Leonard. Anthonotha crassifolia ingår i släktet Anthonotha och familjen ärtväxter. Inga underarter finns listade i Catalogue of Life.